# Ostéotomie sagittale mandibulaire bilatérale
L'ostéotomie sagittale mandibulaire bilatérale (OSMB) est une forme particulière de chirurgie orthognathique, qui est utilisée pour traiter une malocclusion dentaire au niveau de la mandibule.

## Description
Cette intervention consiste en une coupe de la mandibule entre la branche montante et le corps mandibulaire. Le chirurgien maxillofacial insère des vis bicorticales pour qu'une guérison complète puisse avoir lieu.
Il s'agit de la procédure la plus fréquemment utilisée pour corriger les rétrognathismes et les prognathismes.

## Génioplastie
Une génioplastie par glissement peut être effectuée en même temps qu'une OSMB.

## Complications possibles

### Paresthésie
Plus la mâchoire est prolongée vers l'arrière avant la chirurgie (au-delà de 6 mm), plus le risque de paresthésie est grand. Une paresthésie est une diminution de la sensation qui survient lorsqu'un nerf est déplacé pendant la chirurgie.

### Rechute
Il y a un risque de rechute de la mâchoire après la chirurgie, d'où la nécessité d'un suivi post-chirurgical.